# Thanatus lanceoletus
Thanatus lanceoletus es una especie de araña cangrejo del género Thanatus, familia Philodromidae. Fue descrita científicamente por Tikader en 1966.

## Distribución
Esta especie se encuentra en India.